# 川鄂柳
川鄂柳（学名：Salix fargesii）是杨柳科柳属的植物，是中国的特有植物。分布于中国大陆的四川、甘肃、湖北、陕西等地，生长于海拔1,400米至1,600米的地区，目前尚未由人工引种栽培。

## 别名
巫山柳（中国树木分类学）

## 异名
- Salix fargesii Burkill var. hypotricha N. Chao
- Salix fargesii Burkill var. kansuensis (Hao) N. Chao